# 渾身勇氣
渾身勇氣（日语：ケイティブレイブ），是日本純種競賽馬匹。生涯活躍於泥地賽事，曾於2017年勝出帝王賞，亦於2018年勝出川崎紀念及日本育馬場盃經典賽。

## 出賽前
2013年5月11日出生於北海道新日高町岡田牧場，所有權歸於母系馬主瀧本和義旗下。
其後交由栗東訓練中心練馬師目野哲也訓練。

## 競賽生涯

### 2歲
2015年8月30日出戰小倉競馬場2歲新馬戰，然而於比賽途中無法發揮實力，最終以第八落敗。
其後轉戰泥地賽事，於9月12日出戰2歲未勝利戰，縱然於賽前僅獲得第十二人氣，但成功於比賽途中搶佔位置領放，最終爆冷獲得第二。
9月26日出戰2歲未勝利戰，比賽初段保持於中團位置下於對面直路奮力加速爬升至第一，其後繼續於直路加速衝刺，最終拉開第二名5馬位取得首勝。
其後出戰三場條件戰，分別取得第三、第五及第三。

### 3歲
2016年年初陸續出戰3歲500萬條件戰、風信子錦標及伏龍錦標，於其中取得一冠一季的戰績。
5月4日出戰兵庫冠軍錦標，為其首次出戰分級賽。比賽開始後，其隨即搶佔位置進行領放，於比賽途中一直維持優勢以防對手接近。進入直路後，其仍然有餘力繼續加速，最終跑出全長最快末腳下拉開後方7馬位取得首個分級賽冠軍。

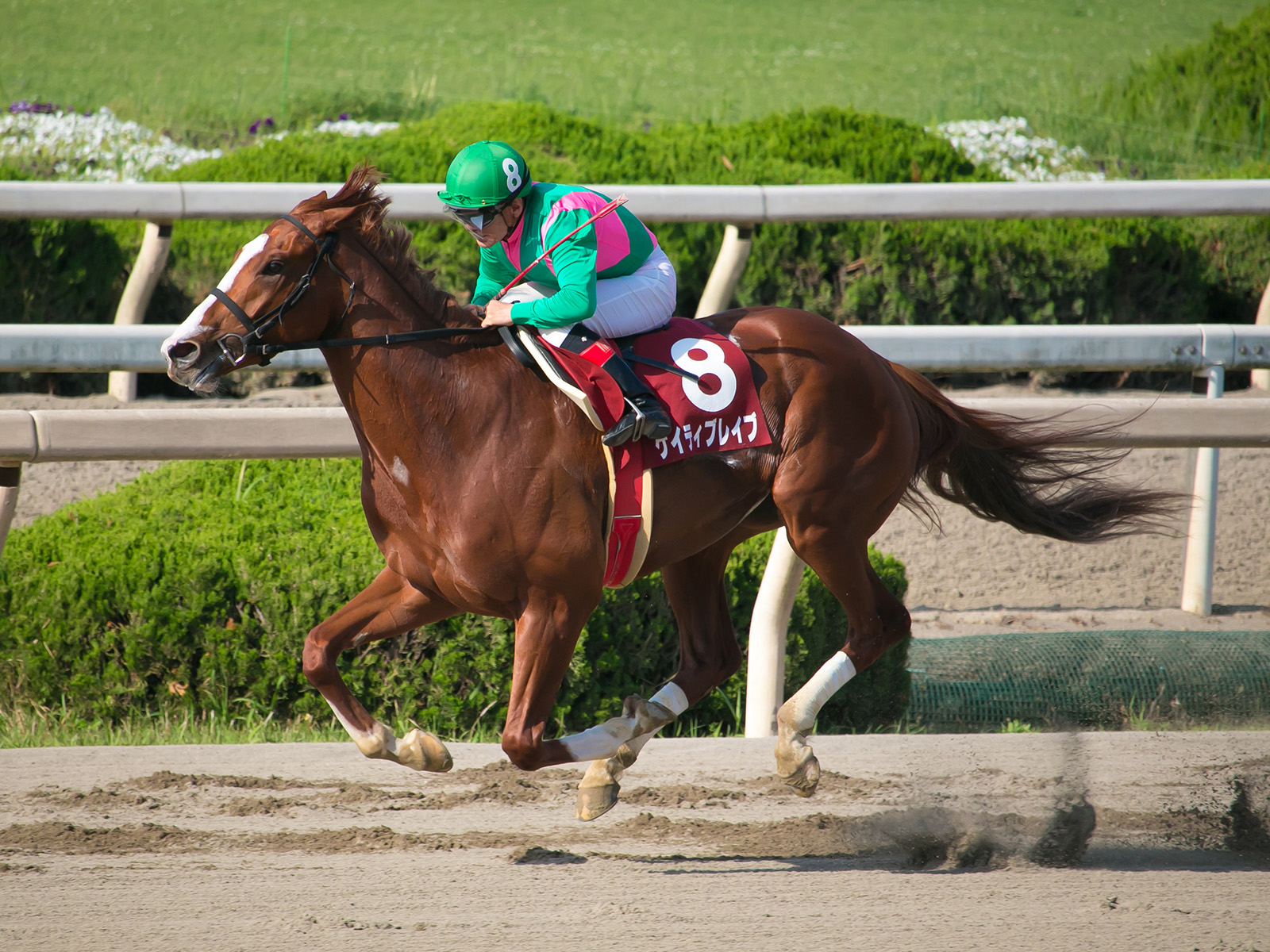
出戰兵庫冠軍錦標的渾身勇氣

其後出戰日本泥地打吡，雖然本次比賽其繼續採用領放戰術，但於最後直路上未能抵擋保持於約莫第四位置的Kyoei Gere的追擊，最終被對手超越下以4馬位差距落敗。
其後出戰獵豹錦標及日本電台賞，於兩場比賽途中均重演日本泥地打吡時的情況，在領先的狀態於直路被對手追上，最終獲得三連亞的戰績。
10月4日出戰白山大賞典，比賽初段其並未進行領放，而是保持於Monde Classe身後有遮擋的位置。進入直路後，其以優秀的反應進行加速取代對手帶頭，其保持速度下成功阻止Amour Briller的攻勢，以1馬位優勢贏得冠軍。
11月22日出戰浦和紀念，再度採取保持於第二位置的戰術，並於進入對面直路後一早經已爬升取得領先，最終亦能保持優勢直至終點，拉開翠綠晶石4馬位達成分級賽連霸。
其後出戰名古屋大獎賽，賽前獲得第一人氣。比賽開始後，縱然其繼續保持優勢的反應處於前方，但直路入口時被一直盤踞於第二的Amour Briller超越，後續被對手繼續拉開下以3馬位落敗得第二。

### 4歲
2017年年初以川崎紀念作為首戰，未能保持速度下以第五完賽，其後出戰二月錦標亦僅獲得第六。
3月30日出戰名古屋大賞典並由福永祐一策騎，比賽初段順利出閘以較快的步速進行領放，最終成功保持優勢下以1 1/2馬位取得冠軍，為其第四個分級賽優勝。

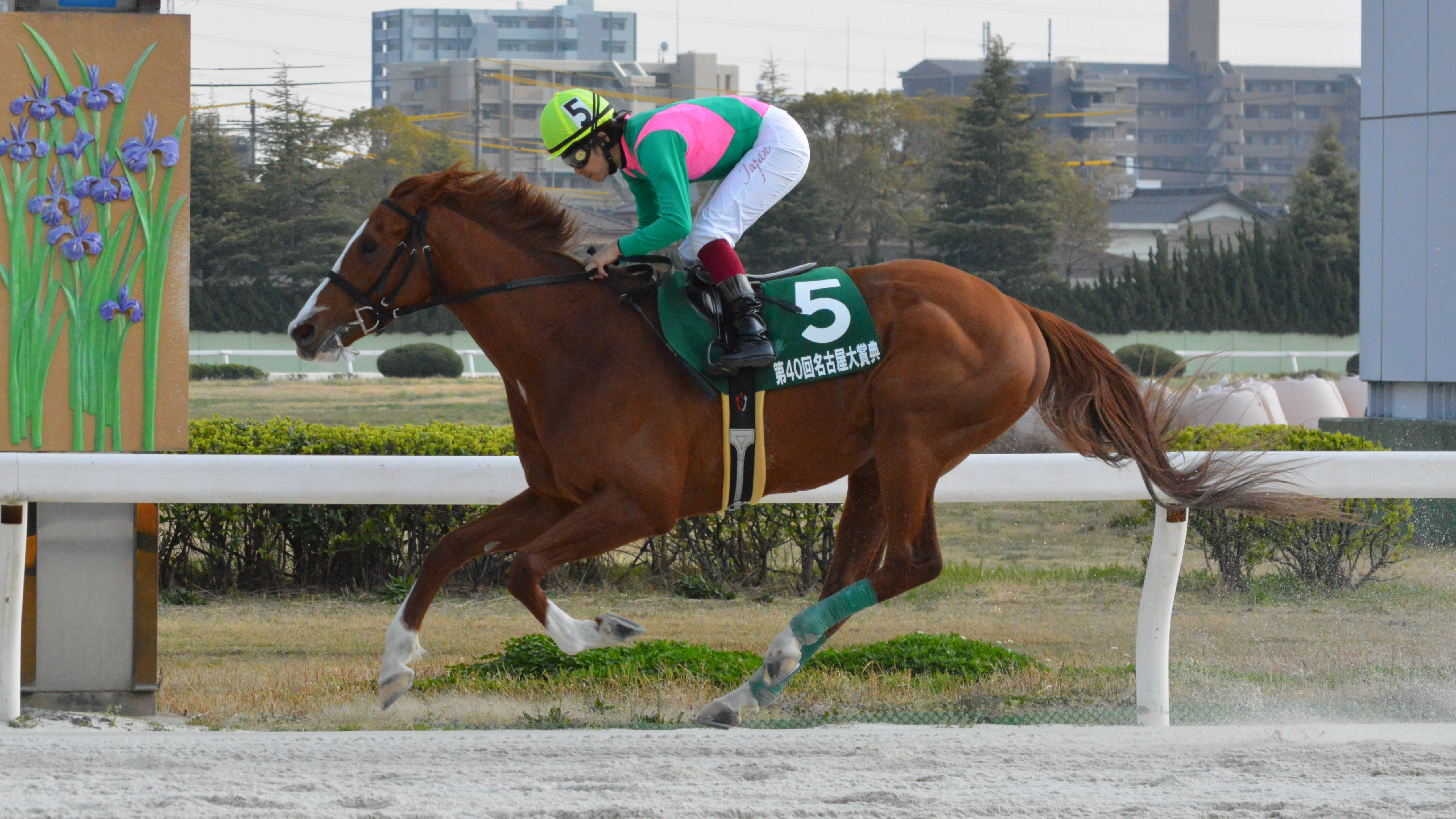
出戰名古屋大賞典的渾身勇氣

然而於其後的平安錦標中，其雖然一直保持於先頭集團並於第三彎道開始取得領先，但於直路上突然失速，最終被其他馬匹超越下以第五落敗。
6月28日出戰帝王賞，賽前獲得第六人氣。比賽開始後，第一人氣得獎者處於先頭第三、第三人氣聽來真於中團位置，而渾身勇氣則一反以往的先行戰術，選擇和第二人氣天照肯州一同保持於中團靠後位置。通過第三彎道時，騎師福永選擇指揮其開始發力，並於第四彎道時候經已抽出外檔望空。進入直路後，其於外檔位置進行強襲，最終轟出後600米36.5秒的末腳速度下超越內欄位置的得獎者及翠綠晶石，以1 3/4馬位優勢取得首個分級賽冠軍。
休養過後出戰日本電視盃，比賽途中一直守住第二位下雖然於直路超越爵士藍調，但於最後關頭被外檔的天照肯州及聽來真追上，最終以第三落敗
11月3日出戰日本育馬場盃經典賽，本次比賽保持於中團位置下於直路衝出一度取得領先，但再度未能抵擋外檔聽來真的追擊，最終敗於對手之下以取得第二。
12月3日出戰日本冠軍盃，由於小林歷奇及T M Jinsoku以更積極的姿態搶佔位置，因而渾身勇氣選擇於第三等待時機。進入直路後，雖然其不斷衝刺嘗試縮窄和前方的距離，但未能迫近對手之下更被衝出的金色夢超越，最終以第四的戰績完賽。
其後出戰年末的東京大賞典，然而於直路上再度未能超越領放馬小林歷奇，於直路中段又再被聽來真超越，最終以獲得第三無緣桂冠。

### 5歲
2018年首戰為川崎紀念，本次比賽其於順利出閘下未有讓步，迅速貼欄並以較快的步出展開領放。進入直路後，其仍然可以保持較為高速的巡航速度，最終一直保持優勢下率先衝過終點，奪得生涯第二個一級賽冠軍。
其後出戰二月錦標，然而比賽途中其受到Nishiken Mononofu做出的超快步速影響而於比賽初段經已狂奔，最終於進入直路後耗盡體力失速，以第十一的戰績大敗。
二月錦標過後，由於練馬師目野哲也到達退休年齡，因而其被轉入同屬栗東訓練中心的杉山晴紀馬房。
3月14日出戰轉廄後的首戰大尾光紀念，於比賽途中再度展現自身優秀的領放戰術，於直路的決戰中一舉拋開天照肯州，以1 1/2馬位贏得勝利之餘亦為練馬師杉山帶來從練以來首個分級賽優勝。
6月28日出戰鬥帝王賞以連霸為目標，雖然於比賽途中成功於直路追上於因快步速領放而失速的T M Jinsoku，但於最後關頭仍然不敵金色夢被對手超越，最終以頸位差距憾負。
其後陣營原定將目標定為韓國盃，但未收到邀請下改為出戰日本電視盃。比賽開始後，其保持於第二的位置穩步追走，於最後直路成功超前取得領先，最終以2馬位擊敗對手再度奪冠。
11月4日出戰於京都競馬場舉行的日本育馬場盃經典賽，面對其他強敵下其選擇居中戰術，保持於約莫第九的位置推進，並於通過第三彎道時候逐步發力爬升。進入直路後，其經已進入加速狀態並超越前方領放的賽駒，其後繼續保持衝刺的勢頭下亦擊退了後上的Omega Perfume，以3/4馬位優勢取得冠軍。

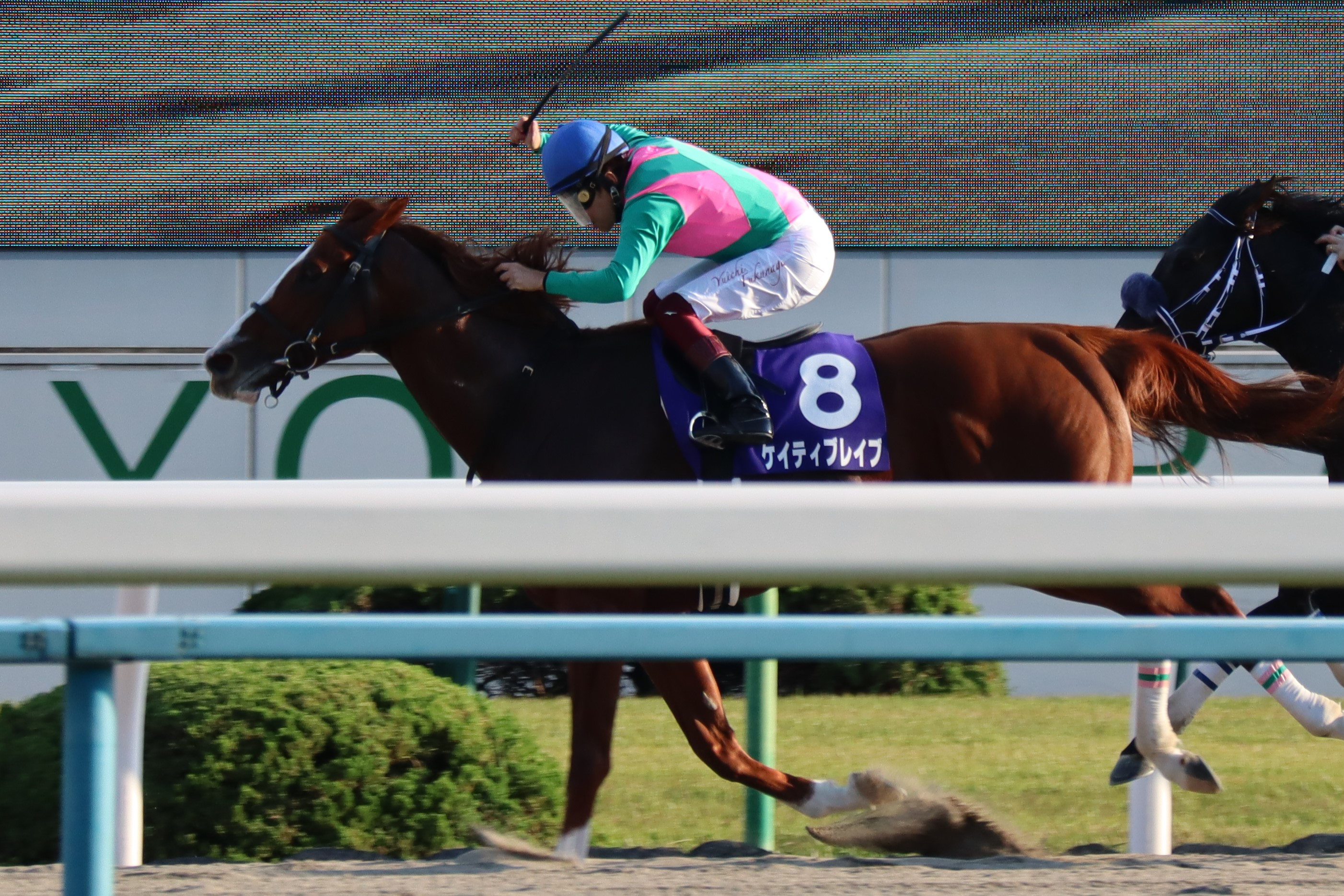
出戰日本育馬場盃經典賽的渾身勇氣

12月2日出戰日本冠軍盃，但一直處於中團位置下未能衝出，最終以第十一大敗。
年末出戰東京大賞典，雖然一度取得領先，但最終仍然被外檔加速的Omega Perfume及金色夢超越，最終以第三完賽。

### 6歲
2019年起動戰為川崎紀念，賽前獲得第一人氣。比賽開始後，其選擇於第四的位置推進，進入直路後雖然成功以優秀的反應逐步加速並取得領先，但最終未能抵擋Mitsuba的追擊下被對手拉開2 1/2馬位落敗。
其後獲邀遠征阿聯酋的杜拜世界盃，並以和莫雷拉組成新組合。然而於賽前一天突然出現腸扭轉的情況，因而選擇避戰並緊急施行手術。
回國休養近8個月後於11月28日的浦和紀念復出，原定由來日客串的蘇銘倫策騎，但於對方在前日的訓練途中受傷下易配御神本訓史。比賽開始後，其以積極的反應進佔第第三的位置穩步推進，並於進入對面直路後開始抽出外檔稍微加速，於領放馬呈現平頭的姿態。進入直路後，其憑借早前的發力經已取得領先，後續繼續衝刺下成功拉開後方賽駒3馬位，時隔1年再度贏得勝利。
然而其後出戰東京大賞典時，因早段領放步速過快而於最後直路失速沉底，最終僅跑獲第八。

### 7歲
2020年年初出戰川崎紀念，然而再度於第三彎道早早失速，最終以第六落敗。
2月23日出戰二月錦標，同時因應馬主瀧本和義的要求下由長岡禎仁執繮。事實上，本次比賽為長岡出道9年來首次策騎馬匹出戰一級賽，亦因如此渾身勇氣於賽前的人氣急跌，甚至來到了獨贏142.6倍的最冷門位置。比賽開始後，面對由Wide Pharaoh及Arctos做出的快步速，長岡選擇指揮渾身勇氣保持於第八左右的中團位置等待時機，並於比賽途中一直抑制馬匹想要衝前的衝動。進入直路後，其瞬間於外檔位置進行加速並跑出不俗的末腳，雖然最終仍然敗於一同衝出的魔族雅谷，但其仍然戰勝以1 1/4馬位戰勝第三名Sunrise Nova，以爆冷的姿態取得亞軍。
由於在二月錦標的驚喜表現，陣營決定繼續安排其出戰一哩賽事，並以5月的柏市紀念作為目標。比賽開始後，其保持於第五的位置等待時機，雖然於第四彎道開始發力加速，但仍然未能於直路上縮窄和慢放的Wide Pharaoh之間的距離，最終以2馬位差距再度取得亞軍。
其後出戰帝王賞，於大外檔起步下選擇保持於後方位置，然而於直路上未能完全衝出，最終以第六落敗。

### 8歲
2021年年初因腳部不安而進入休養，同時被轉往美浦訓練中心的清水英克馬房。
10月2日以榆樹錦標作為復出戰，但於其中僅跑獲第六，其後陸續出戰天狼星錦標、日本育馬場盃經典賽及日本冠軍盃，但均未能取得勝利。

### 9歲
2022年9歲的渾身勇氣仍然現役，然而狀態全無下分別於川崎紀念及二月錦標以第十一及第十六大敗。
3月19日，其更被發現出左前腳患有肌腱炎，最終於陣營商討下決定安排其退役。

### 詳細賽績
| 日期       | 舉辦國家 | 馬場   | 距離   | 級別   | 賽事名稱           | 負重 | 騎師       | 馬號 | 出馬 | 名次 | 時間   | 頭馬（二馬）        |
| ---------- | -------- | ------ | ------ | ------ | ------------------ | ---- | ---------- | ---- | ---- | ---- | ------ | ------------------- |
| 30/8/2015  | 日本     | 小倉   | 草1800 |        | 2歲新馬            | 51   | 三津谷隼人 | 1    | 8    | 8    | 1:53.7 | Strong Titan        |
| 12/9/2015  | 日本     | 阪神   | 泥1800 |        | 2歲未勝利          | 54   | 國分優作   | 1    | 15   | 2    | 1:54.5 | Super Liner         |
| 26/9/2015  | 日本     | 阪神   | 泥1800 |        | 2歲未勝利          | 54   | 國分優作   | 5    | 11   | 1    | 1:56.2 | （Kafuji Prince）   |
| 17/10/2015 | 日本     | 東京   | 泥1600 |        | 懸鈴木賞           | 55   | 津村明秀   | 2    | 13   | 3    | 1:36.7 | Enescu              |
| 5/12/2015  | 日本     | 中京   | 泥1400 |        | 寒椿賞             | 55   | 石橋脩     | 9    | 13   | 5    | 1:25.6 | Crystal Tyson       |
| 19/12/2015 | 日本     | 阪神   | 泥1800 |        | 樅木賞             | 55   | 國分優作   | 11   | 12   | 3    | 1:52.9 | Smart Charade       |
| 17/1/2016  | 日本     | 京都   | 泥1800 |        | 3歲500萬獎金以下   | 56   | 國分優作   | 2    | 8    | 1    | 1:54.2 | （Kurino Litomysl） |
| 21/2/2016  | 日本     | 東京   | 泥1600 | OP     | 風信子錦標         | 56   | 勝浦正樹   | 14   | 14   | 4    | 1:35.8 | 金色夢              |
| 3/4/2016   | 日本     | 中山   | 泥1800 | OP     | 伏龍錦標           | 56   | 勝浦正樹   | 4    | 15   | 3    | 1:52.8 | Strong Barows       |
| 4/5/2016   | 日本     | 園田   | 泥1870 | JpnII  | 兵庫冠軍錦標       | 56   | 川原正一   | 8    | 12   | 1    | 2:00.2 | （金色夢）          |
| 13/7/2016  | 日本     | 大井   | 泥2000 | JpnI   | 日本盃泥地打吡     | 56   | 武豐       | 13   | 12   | 2    | 2:06.6 | Kyoei Gere          |
| 7/8/2016   | 日本     | 新潟   | 泥1800 | GIII   | 獵豹錦標           | 56   | 武豐       | 5    | 13   | 2    | 1:50.6 | Glanzend            |
| 17/9/2016  | 日本     | 中山   | 泥1800 | OP     | 日本電台賞         | 54   | 蛯名正義   | 3    | 9    | 2    | 1:50.7 | Meisho Sumitomo     |
| 4/10/2016  | 日本     | 金澤   | 泥2100 | JpnIII | 白山大賞典         | 55   | 武豐       | 12   | 12   | 1    | 2:15.1 | （Amour Briller）   |
| 22/11/2016 | 日本     | 浦和   | 泥2000 | JpnII  | 浦和紀念           | 55   | 武豐       | 6    | 11   | 1    | 2:07.0 | （翠綠晶石）        |
| 15/12/2016 | 日本     | 名古屋 | 泥2500 | JpnII  | 名古屋大獎賽       | 55   | 武豐       | 3    | 12   | 2    | 2:42.4 | Amour Briller       |
| 1/2/2016   | 日本     | 川崎   | 泥2100 | JpnI   | 川崎紀念           | 56   | 武豐       | 8    | 12   | 5    | 2:15.5 | All Blush           |
| 19/2/2017  | 日本     | 東京   | 泥1600 | GI     | 二月錦標           | 57   | 幸英明     | 15   | 16   | 6    | 1:35.6 | 金色夢              |
| 30/3/2017  | 日本     | 名古屋 | 泥1900 | JpnIII | 名古屋大賞典       | 58   | 福永祐一   | 5    | 9    | 1    | 2:02.5 | （Pionero）         |
| 20/5/2017  | 日本     | 京都   | 泥1900 | GIII   | 平安錦標           | 58   | 福永祐一   | 16   | 16   | 5    | 1:56.5 | Great Pearl         |
| 28/6/2017  | 日本     | 大井   | 泥2000 | JpnI   | 帝王賞             | 57   | 福永祐一   | 3    | 16   | 1    | 2:04.4 | （翠綠晶石）        |
| 27/9/2017  | 日本     | 船橋   | 泥1800 | JpnII  | 日本電視盃         | 58   | 福永祐一   | 10   | 11   | 3    | 1:53.0 | 天照肯州            |
| 3/11/2017  | 日本     | 大井   | 泥2000 | JpnI   | 日本育馬場盃經典賽 | 57   | 福永祐一   | 12   | 13   | 2    | 2:04.7 | 聽來真              |
| 3/12/2017  | 日本     | 中京   | 泥1800 | GI     | 日本冠軍盃         | 57   | 福永祐一   | 2    | 15   | 4    | 1:50.4 | 金色夢              |
| 29/12/2017 | 日本     | 大井   | 泥2000 | GI     | 東京大賞典         | 57   | 福永祐一   | 12   | 16   | 3    | 2:05.3 | 小林歷奇            |
| 31/1/2018  | 日本     | 川崎   | 泥2100 | JpnI   | 川崎紀念           | 57   | 福永祐一   | 6    | 10   | 1    | 2:14.9 | （天照肯州）        |
| 18/2/2018  | 日本     | 東京   | 泥1600 | GI     | 二月錦標           | 57   | 福永祐一   | 2    | 16   | 11   | 1:37.7 | 信子之夢            |
| 14/3/2018  | 日本     | 船橋   | 泥2400 | JpnII  | 大尾光紀念         | 56   | 福永祐一   | 1    | 9    | 1    | 2:34.8 | （天照肯州）        |
| 27/6/2018  | 日本     | 大井   | 泥2000 | JpnI   | 帝王賞             | 57   | 福永祐一   | 2    | 15   | 2    | 2:04.3 | 金色夢              |
| 3/10/2018  | 日本     | 船橋   | 泥1800 | JpnII  | 日本電視盃         | 58   | 福永祐一   | 6    | 12   | 1    | 1:52.5 | （天照肯州）        |
| 4/11/2018  | 日本     | 京都   | 泥1900 | JpnI   | 日本育馬場盃經典賽 | 57   | 福永祐一   | 8    | 16   | 1    | 1:56.7 | （Omega Perfume）   |
| 2/12/2018  | 日本     | 中京   | 泥1800 | GI     | 日本冠軍盃         | 57   | 福永祐一   | 8    | 15   | 11   | 1:51.5 | Le Vent Se Vent     |
| 29/12/2018 | 日本     | 大井   | 泥2000 | GI     | 東京大賞典         | 57   | 福永祐一   | 2    | 16   | 3    | 2:06.3 | Omega Perfume       |
| 30/1/2019  | 日本     | 川崎   | 泥2100 | JpnI   | 川崎紀念           | 57   | 福永祐一   | 2    | 11   | 2    | 2:15.5 | Mitsuba             |
| 30/3/2019  | 阿聯酋   | 美丹   | 泥2000 | GI     | 杜拜世界盃         | 57   | 莫雷拉     | 11   | 12   | 退賽 | 退賽   | 轟雷暴雪            |
| 28/11/2019 | 日本     | 浦和   | 泥2000 | JpnII  | 浦和紀念           | 58   | 御神本訓史 | 1    | 12   | 1    | 2:05.4 | （Another Truth）   |
| 29/12/2019 | 日本     | 大井   | 泥2000 | GI     | 東京大賞典         | 57   | 御神本訓史 | 2    | 13   | 8    | 2:08.1 | Omega Perfume       |
| 29/1/2020  | 日本     | 川崎   | 泥2100 | JpnI   | 川崎紀念           | 57   | 森泰斗     | 1    | 12   | 6    | 2:15.9 | 中和魔匠            |
| 23/2/2020  | 日本     | 東京   | 泥1600 | GI     | 二月錦標           | 57   | 長岡禎仁   | 15   | 16   | 2    | 1:35.6 | 魔族雅谷            |
| 5/5/2020   | 日本     | 船橋   | 泥1600 | JpnI   | 柏市紀念           | 57   | 長岡禎仁   | 4    | 7    | 2    | 1:39.0 | Wide Pharaoh        |
| 24/6/2020  | 日本     | 大井   | 泥2000 | JpnI   | 帝王賞             | 57   | 長岡禎仁   | 14   | 14   | 6    | 2:06.3 | Chrysoberyl         |
| 8/8/2021   | 日本     | 函館   | 泥1700 | GIII   | 榆樹錦標           | 58   | 團野大成   | 2    | 14   | 5    | 1:45.2 | Suave Aramis        |
| 2/10/2021  | 日本     | 中京   | 泥1900 | GIII   | 天狼星錦標         | 58.5 | 内田博幸   | 9    | 16   | 11   | 1:59.5 | 旭日希冀            |
| 3/11/2021  | 日本     | 金澤   | 泥2100 | JpnI   | 日本育馬場盃經典賽 | 57   | 内田博幸   | 8    | 12   | 5    | 2:14.3 | Mutually            |
| 5/12/2021  | 日本     | 中京   | 泥1800 | GI     | 日本冠軍盃         | 57   | 内田博幸   | 10   | 16   | 13   | 1:52.1 | 宏觀角度            |
| 2/2/2022   | 日本     | 川崎   | 泥2100 | JpnI   | 川崎紀念           | 57   | 笹川翼     | 5    | 13   | 11   | 2:18.9 | 中和魔匠            |
| 20/2/2022  | 日本     | 東京   | 泥1600 | GI     | 二月錦標           | 57   | 菅原明良   | 14   | 16   | 16   | 1:36.1 | 法老茶座            |

## 退役後
退役後，渾身勇氣成為了配種馬，於北海道新冠町優駿Stallion Station休養，在2023年進行配種，首批子嗣於2024年出生。首批子嗣可於2026年出賽。

## 血統簡介
父系大賞識為日本賽駒，生涯活躍於短途賽事，曾勝出一級賽高松宮紀念。祖父週日寧靜是美國三冠賽雙冠馬，退役後在日本配種，在日本馬壇相當成功，贏得多項分級賽事，其子嗣贏得巨額獎金，連續12年成為日本冠軍種馬。
母系K T Laurel為日本賽駒，生涯戰績不佳僅勝出兩場賽事。外祖父櫻花桂冠為日本賽駒，生涯戰績優秀，曾勝出春季天皇賞及有馬紀念。

### 血統表
| 父線：週日寧靜系（Halo系）         |                           |              |                 |
| 種馬 大賞識 1991年（棗色）         | 週日寧靜 1986年（棕色）   | Halo         | Hail to Reason  |
| 種馬 大賞識 1991年（棗色）         | 週日寧靜 1986年（棕色）   | Halo         | Cosmah          |
| 種馬 大賞識 1991年（棗色）         | 週日寧靜 1986年（棕色）   | Wishing Well | Understanding   |
| 種馬 大賞識 1991年（棗色）         | 週日寧靜 1986年（棕色）   | Wishing Well | Mountain Flower |
| 種馬 大賞識 1991年（棗色）         | Dyna Shoot 1982年（栗色） | 北方風味     | 北地舞人        |
| 種馬 大賞識 1991年（棗色）         | Dyna Shoot 1982年（栗色） | 北方風味     | Lady Victoria   |
| 種馬 大賞識 1991年（棗色）         | Dyna Shoot 1982年（栗色） | Shadai Mind  | Hitting Away    |
| 種馬 大賞識 1991年（棗色）         | Dyna Shoot 1982年（栗色） | Shadai Mind  | Fancimine       |
| 繁殖雌馬 K T Laurel 2006年（棗色） | 櫻花桂冠 1991年（深栗色） | 追逐彩虹     | 害羞新郎        |
| 繁殖雌馬 K T Laurel 2006年（棗色） | 櫻花桂冠 1991年（深栗色） | 追逐彩虹     | I Will Follow   |
| 繁殖雌馬 K T Laurel 2006年（棗色） | 櫻花桂冠 1991年（深栗色） | Lola Lola    | Saint Cyrien    |
| 繁殖雌馬 K T Laurel 2006年（棗色） | 櫻花桂冠 1991年（深栗色） | Lola Lola    | Bold Lady       |
| 繁殖雌馬 K T Laurel 2006年（棗色） | Be My Fie 1986年（棗色）  | Be My Guest  | 北地舞人        |
| 繁殖雌馬 K T Laurel 2006年（棗色） | Be My Fie 1986年（棗色）  | Be My Guest  | What a Treat    |
| 繁殖雌馬 K T Laurel 2006年（棗色） | Be My Fie 1986年（棗色）  | Fire and Ice | Reliance        |
| 繁殖雌馬 K T Laurel 2006年（棗色） | Be My Fie 1986年（棗色）  | Fire and Ice | Glorifying      |
| 雌系：Baby Leauge系（號族：1-s）   |                           |              |                 |
| 五代內近親交配：北地舞人 4×4       |                           |              |                 |

## 命名由來
名字中，K T（ケイティ）是馬主瀧本和義冠名，出自其名字和義羅馬化後的首字母「K」及姓氏瀧本羅馬化後的首字母「T」，Brave（ブレイブ）即是「勇敢」的意思，香港則只取後半部分加以聯想，翻譯為「渾身勇氣」。

## 外部連結
- 渾身勇氣 netkeiba.com （页面存档备份，存于）
- 血統表 （页面存档备份，存于）